# Strophanthus wightianus
Strophanthus wightianus là một loài thực vật có hoa trong họ La bố ma. Loài này được Wall. ex Wight miêu tả khoa học đầu tiên năm 1848.